# Johanna Nejedlová
Johanna Nejedlová (* 11. srpna 1990 Jablonec nad Nisou) je česká politička, zakladatelka organizace Konsent, aktivistka za ženská práva, komentátorka a lídryně kandidátky Strany zelených ve volbách do Evropského parlamentu v roce 2024.
Před prací v neziskové sféře pracovala v cestovním ruchu a pro karlovarský filmový festival.

## Život
Johanna Nejedlová se narodila 11. srpna 1990 v Jablonci nad Nisou české matce a otci z Čadu, který přijel do Československa studovat v osmdesátých letech. Po absolvování židovského gymnázia na Lauderovych školách začala studovat vodohospodářství, ale po roce přestoupila na religionistiku. Později studovala politologii a žurnalistiku, avšak žádný z oborů nedokončila.

## Veřejné působení

### Aktivismus za ženská práva
V roce 2016 spoluzaložila neziskovou organizaci Konsent, která se zabývá problematikou prevence sexuálního obtěžování. násilím a obecně sexuální výchovou. Advokační činností organizace je také dlouhodobé zasazování se o úpravu definice znásilnění a systémové zkvalitnění sexuální výchovy na školách. Nejedlová prostřednictvím své organizace spolupořádá vzdělávací workshopy pro studující, vyučující a firmy. Také vytváří vzdělávací videa a vydává publikace a metodické materiály, které v tématu vzdělávají děti i dospělé, boří mýty o sexuálním násilí v mediálním prostoru.

### Ocenění
V roce 2019 získala ocenění Women of Europe v kategorii Woman in Youth Activism, kdy byla vybrána porotou z trojice shortlisted –⁠⁠⁠ Grety Thunberg a Siony Cahil.

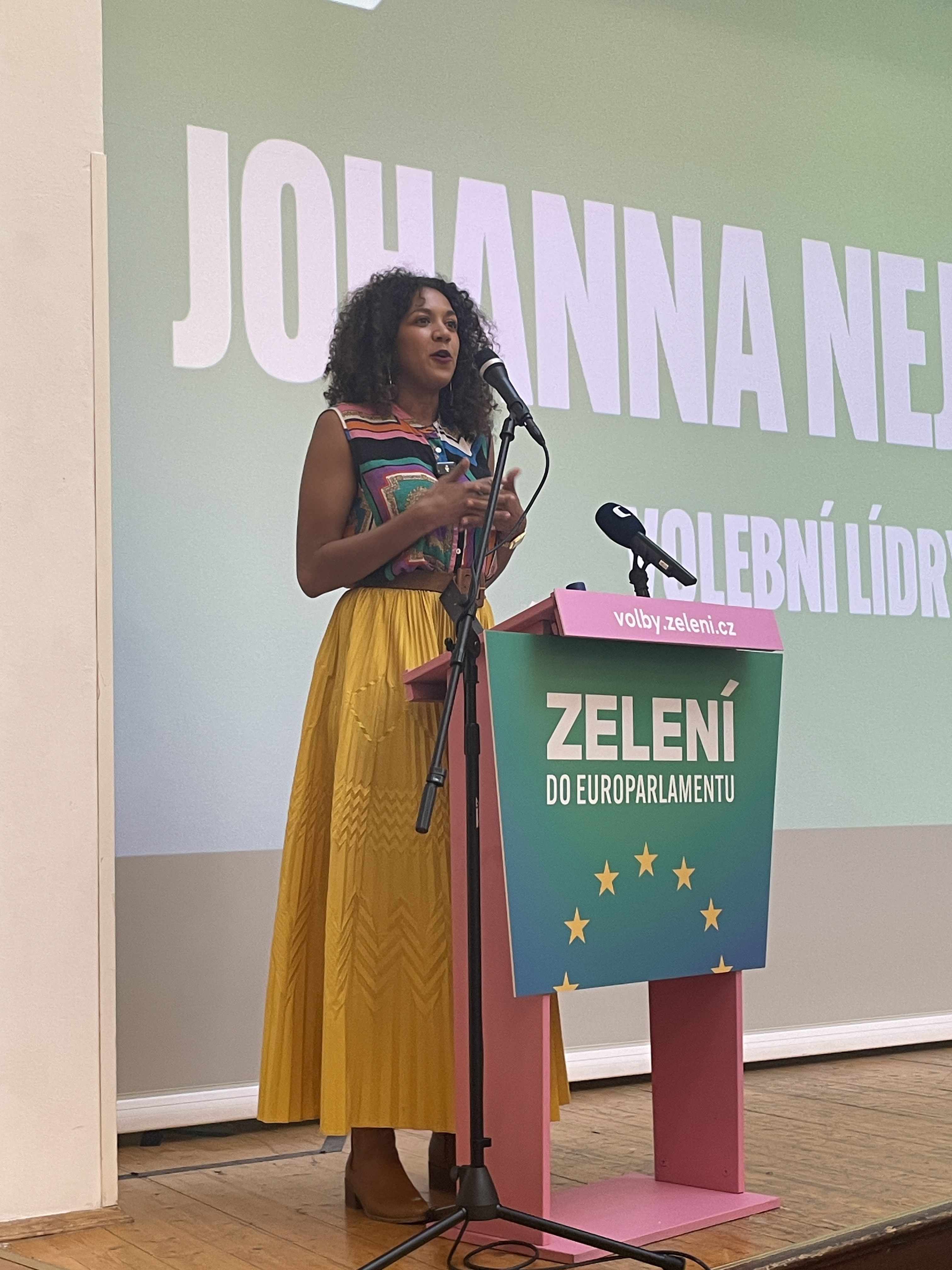
Johana Nejedlová na sjezdu Strany zelených v roce 2024

V roce 2020 ji časopis Forbes zařadil do výběru „30 pod 30“. Ve stejném roce ji zařadil do svého žebříčku 2020 Bitch 50 již zaniklý americký feministický server Bitch Media, který každoročně oceňoval osobnosti, jež se ve světě zásadně podílely na vytváření lepší a rovnější společnosti. V roce 2023 obdržela za svou práci ocenění Creative Hero od Nizozemské obchodní komory.
V letech 2018 až 2022 byla členkou výkonného výboru České ženské lobby a skupiny Observatory on Violence against Women při Evropské ženské lobby.

### Publicistika
Pravidelně přispívá svými komentáři a fejetony do pořadu Prolomit Vlny na Českém rozhlase, pro internetový deník Alarm a časopis Heroine. Od roku 2022 ji vychází podcast pro deník Alarm „Můžu ti říkat Mirečku?“, který je o zkušenostech a životních osudech lidí, kteří přijeli studovat do komunistického Československa ze zemí globálního Jihu, který se zařadil mezi desítku nejlepších podcastů dle poroty Prix Bohemia Českého rozhlasu.

### Vstup do politiky
Dne 13. prosince 2023 oznámila na tiskové konferenci Strany zelených, že povede z pozice nestraničky její kandidátku ve volbách do Evropského parlamentu v červnu 2024. Uvedla, že vstup do politiky na evropské úrovni je přirozeným vyústěním jejího dekádu dlouhého snažení v oblasti rovnoprávnosti, respektu a lidských práv. Strana však ve volbách dostala pouze 1,55 % hlasů, a nikdo z jejích kandidátů tak mandát nezískal.